# 543-я пехотная дивизия (вермахт)
543-я гренадерская дивизия (нем. 543. Grenadier-Division) — тактическое соединение сухопутных войск вооружённых сил нацистской Германии периода Второй мировой войны.

## История
543-я гренадерская дивизия была сформирована 10 июля 1944 года как «заградительная дивизия» на территории военного полигона «Мюнзинген» во время 29-й волны мобилизации Вермахта. Для её формирования использовались подразделения дивизии-тени «Мюнзинген».
После завершения комплектования и подготовки, дивизия вошла в состав 11-го армейского корпуса СС обергруппенфюрера СС и генерала войск СС Маттиаса Кляйнхайстеркампа. В начале августа 1944 года дивизия была расформирована, а её части влились в состав формировавшейся в тот момент 78-й гренадерской дивизии.

## Местонахождение
- с июля по август 1944 (Галиция)

## Подчинение
- 11-й армейский корпус СС 17-й армии группы армий «Северная Украина» (10 июля — 4 августа 1944)

## Состав
- 1079-й гренадерский полк (Grenadier-Regiment 1079)
- 1080-й гренадерский полк (Grenadier-Regiment 1080)
- 1081-й гренадерский полк (Grenadier-Regiment 1081)
- 1543-й артиллерийский полк (Artillerie-Regiment 1543)
- 1543-й отряд материального обеспечения (Nachschubtruppen 1543)